# Gambler
Gambler – polski miesięcznik o tematyce gier komputerowych, wydawany w latach 1993–1999 przez wydawnictwo Lupus. Redaktorem naczelnym czasopisma był początkowo Grzegorz Eider, później Wojciech Setlak, a następnie Aleksy Uchański. „Gambler”, podobnie jak „Secret Service”, „Reset” i inne magazyny o grach komputerowych, tworzony był częściowo przez osoby z dawnej redakcji magazynu „Top Secret”, szybko jednak dorobił się własnego stylu.
Miesięcznik część swoich stron poświęcał graczom na wyższym poziomie zaawansowania, szczególnie fanom kultowych gier (tzw. żółte strony), na których specjaliści od danych gatunków gier wymieniali się szczegółowymi informacjami. Swoje kąciki mieli tam miłośnicy serii gier takich jak Frontier: Elite II czy Civilization (nawet w kilka lat po ich wydaniu) oraz symulatorów i gatunku cRPG).
Zawartość początkowych numerów czasopisma znacznie wykraczała poza sam temat gier komputerowych. Poruszane były tematy z szeroko pojętej kultury popularnej, obecny był również satyryczny felieton na ogólne tematy społeczno-polityczne (Konferencja Dr Destroyera Jacka Grabowskiego, Słowo na sobotę Jacka Piekary). Felietony te wzbudzały duże kontrowersje jako „politycznie niepoprawne”.
Wiosną 1995 roku, w warszawskim radiu WAWA rozpoczęto transmisję co niedzielnej audycji „60 bajtów” na temat nowości o grach w Polsce i na świecie.
Od numeru z września 1996 (oznaczonego jako Gambler CD 1/96) magazyn zamieszczał płyty kompaktowe, na których oprócz gier publikowano w formie elektronicznej materiały ze sceny komputerowej oraz porady i kody do gier opublikowane od początku istnienia magazynu. Od numeru 8/98 dołączano 2 CD. W ostatnim numerze Gamblera (12/1999) zamieszczone były wyniki plebiscytu na grę tysiąclecia, w którym zwyciężyła Civilization. Na drugim miejscu była gra Doom.
Od około 1997 roku, redaktorzy „Gamblera” prowadzili także „Gambler Service”, 3 minutowy program radiowy tworzony przez May Day Media Production i nadawany przez kilkanaście lokalnych stacji radiowych, dwa razy dziennie w dni powszednie. Przedstawiano w nim krótkie informacje na temat gier, sprzętu, internetu, multimediów i ważnych wydarzeń. W tym samym czasie, ekipa „Gamblera” prowadziła dwa programy telewizyjne o komputerach i grach - System (nadawany przez Polsat) i V7 (nadawany przez RTL 7).
W kwietniu 2011, roku Wydawnictwo Burda Media, obecny właściciel praw do wszystkich tytułów wydawanych niegdyś przez Wydawnictwo Lupus, postanowiło reaktywować „Gamblera” w formie serwisu internetowego. Nowym redaktorem naczelnym został Michał Grabacki.